# Chalcothea affinis
Chalcothea affinis är en skalbaggsart som beskrevs av Snellen Van Vollenhoven 1858. Chalcothea affinis ingår i släktet Chalcothea och familjen Cetoniidae. Inga underarter finns listade i Catalogue of Life.